# Iglesia de San Juan (Valderas)
La iglesia de San Juan es un templo sin culto bajo el nombre de San Juan en la localidad de Valderas, en la provincia de León, comunidad autónoma de Castilla y León, en España, sita en la plaza del mismo nombre.
Se construyó a finales del siglo XVI. Tiene tres naves separadas por columnas toscanas y bóvedas de yeso modernas. Cúpula plateresca del XVI sobre el ábside, apoyada en trompas esculpidas como grandes conchas. A los lados del ábside hay dos puertas, una da a la sacristía y la otra comunica con una capilla abovedada, a través de un arco con una verja.
Los retablos de la iglesia son de poco valor. El retablo mayor es del XVIII y presenta tres amplias calles. En la central se puede ver la imagen moderna de un Sagrado Corazón y una valiosa escultura de san Juan Bautista vestido con pieles.
La plaza de San Juan tiene tramos porticados, en uno de los cuales se celebra el mercado de ganado cada lunes.